# Serrat de Sant Jaume (Sant Bartomeu del Grau)
El Serrat de Sant Jaume és una serra situada al municipi de Sant Bartomeu del Grau a la comarca d'Osona, amb una elevació màxima de 835 metres.